# Ontlastingsboog

Segmentboog als ontlastingsboog boven een kozijn.
1) porringpunt, 2) plaats voor siermetselwerk of een andere versiering

Een ontlastingsboog is een boog gemetseld boven een deur of raam met het doel het gewicht van het erboven liggende metselwerk op de muurdammen over te brengen.
Ontlastingsbogen worden meestal toegepast bij gevels in de renaissance uit de 17e eeuw, de trapgevels. De ontlastingsbogen worden in baksteen gemetseld met op enkele plaatsen kleine witte zandstenen blokjes, in ieder geval op de uiteinden (aanzetstenen) en in het midden (sluitsteen). Aan het aantal en de vorm van deze blokjes kan men zien om welk type renaissancegevel het gaat. De vroege Hollandse renaissance heeft ontlastingsbogen met een groot aantal kleine witte blokjes.

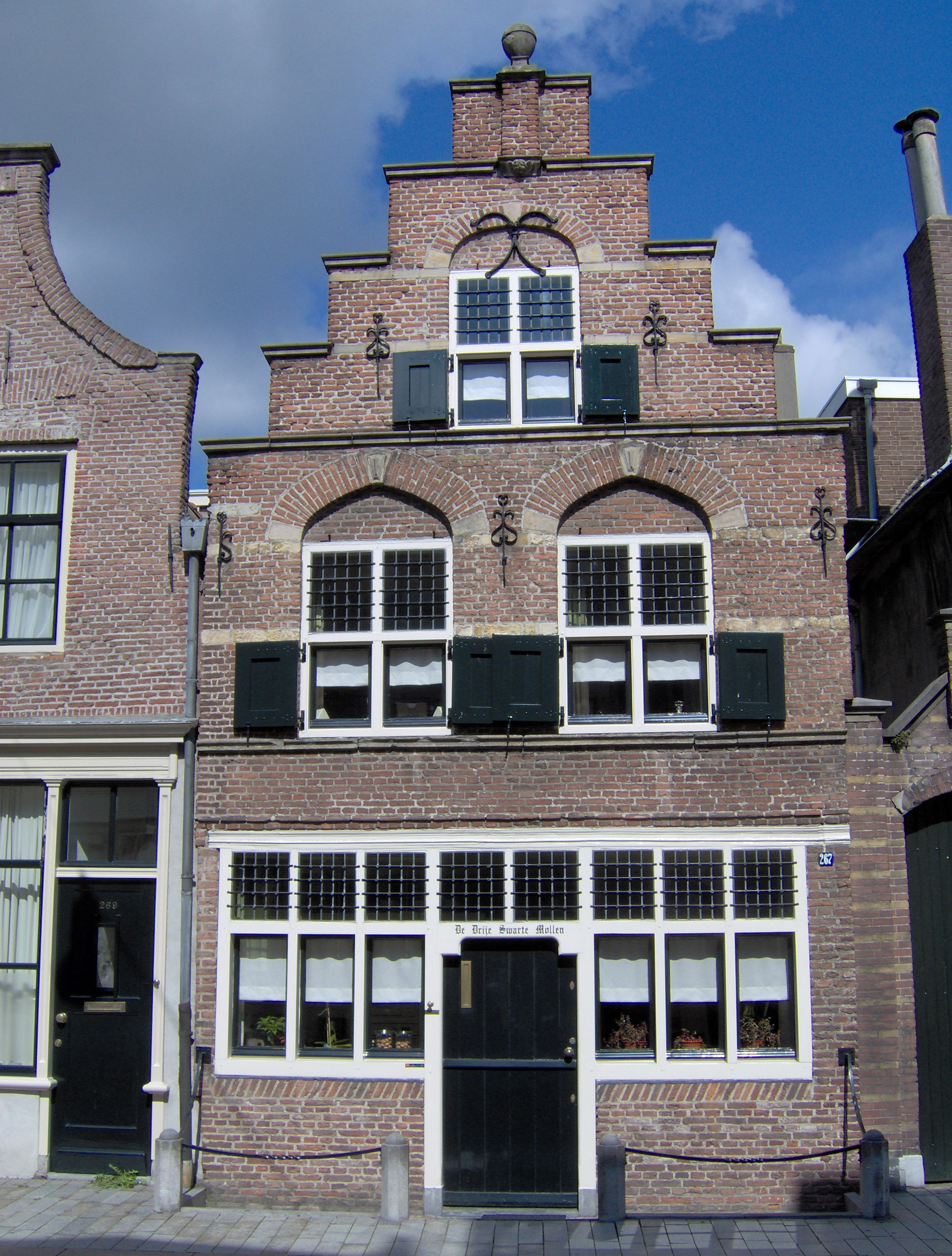
Gevel met ontlastingsbogen.

De Amsterdamse renaissance heeft ontlastingsbogen met slechts drie grote zandstenen blokken: twee aanzetstenen aan beide uiteinden en één sluitsteen aan de bovenkant van de boog, doorgaans drievoudig geleed. In de Amsterdamse renaissance in de stijl van Hendrick de Keyser krijgen ontlastingsbogen een zeer barokke vorm: ze worden uitgevoerd in de vorm van een accoladeboog.